# Grythyttan
Grythyttan è un'area urbana della Svezia situata nel comune di Hällefors, contea di Halland.
La popolazione rilevata nel censimento 2010 era di 891 abitanti .